# Joseph Schloßmann
Joseph Schloßmann (geboren am 17. April 1860 in Wiesenfeld; gestorben am 4. Januar 1943 im Ghetto Theresienstadt) war ein deutscher Kaufmann.

## Leben

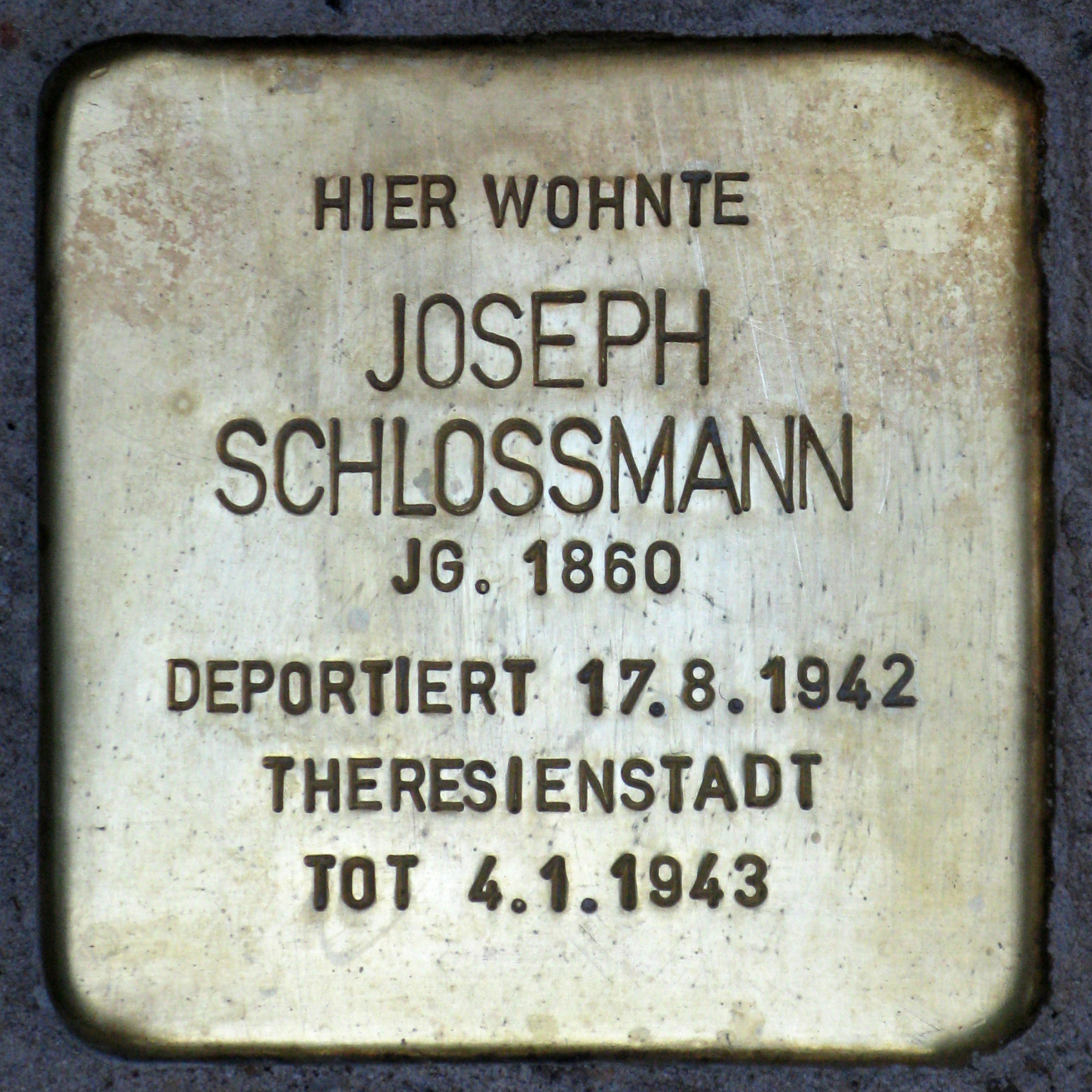
Stolperstein für Joseph Schloßmann in der Claudiusstraße 5 im Berliner Hansaviertel

Joseph Schloßmann war der Sohn des Inhabers einer Lederwarenhandlung in Lohr am Main. 1882 ging er als Kleiderhändler nach Landshut und von 1886 bis 1898 in die USA, wo er in verschiedenen Unternehmen als Kaufmann tätig war. Nach seiner Rückkehr nach Deutschland lebte er mit seiner Frau Minna geb. Baruch (gest. 1926), mit der er fünf Kinder hatte, in Berlin. Joseph Schloßmann pflegte weiterhin Kontakt zu Lohr und unterstützte dort finanziell bedürftige Bürger. Für sein soziales Engagement erhielt er 1930 die Ehrenbürgerwürde der Stadt Lohr. Einen Tag später wurde an seinem Geburtshaus in Wiesenfeld eine Gedenktafel enthüllt. Die Straße vor seinem Geburtshaus, heute Schlossmannsgasse 5, wurde ihm zu Ehren benannt.
Die Ehrenbürgerwürde wurde ihm 1934 von den Nationalsozialisten aberkannt. 1941 musste er seine Wohnung in Berlin räumen und in das „Judenhaus“ in der Bamberger Straße ziehen. Mitte August 1942 wurde er mit einem Altentransport ins Ghetto Theresienstadt deportiert, wo er am 4. Januar 1943 im Alter von 82 Jahren starb. Seine fünf Kinder sind um 1933 aus Deutschland geflohen und haben in den USA, Schweden, Kanada, England und Südafrika Familien gegründet.